# Universidad concesionaria de tierras

Universidades con concesión de tierras

Una universidad concesionaria de tierras (en inglés: land-grant university) es una institución de educación superior en los Estados Unidos designada por un estado para recibir los beneficios de las leyes Morrill de 1862 y 1890.
Aprobada por Abraham Lincoln, la primera Ley Morrill comenzó a financiar las instituciones educativas mediante la concesión federal de tierra a los estados para que las pudiesen vender, o utilizar para recaudar fondos, con el objetivo de establecer y dotar de fondos a las universidades públicas que se pudiesen acoger a éstas subvenciones. La misión de estas universidades, como se establece en la Ley de 1862, es centrarse en la enseñanza de la agricultura práctica, ciencias, ciencia militar e ingeniería (aunque «sin excluir ... los estudios clásicos») como respuesta a la revolución industrial y el cambio clase social. Esta misión contrastaba con la práctica histórica de la educación superior de centrarse en un plan de estudios de artes liberales. Una expansión de 1994 otorgó el estatus de concesionarias de tierras a varias universidades tribales.
En última instancia, la mayoría de las universidades concesionarias de tierras se convirtieron en grandes universidades públicas que hoy ofrecen un espectro completo de oportunidades educativas. Sin embargo, algunas universidades con concesión de tierras son instituciones privadas, como la Universidad Cornell, el Instituto de Tecnología de Massachusetts (MIT) o la Universidad de Tuskegee.